# 8738 Saji
8738 Saji è un asteroide della fascia principale. Scoperto nel 1997, presenta un'orbita caratterizzata da un semiasse maggiore pari a 2,2236592 UA e da un'eccentricità di 0,2316153, inclinata di 0,33378° rispetto all'eclittica.
L'asteroide è dedicato all'omonimo osservatorio autore della scoperta.